# Дю Тампль, Феликс
Жан-Мари Феликс дю Тампль де ла Круа (фр. Jean-Marie Félix du Temple de la Croix; 18 июля 1823, Лорри, Гатине, Луаре — 4 ноября 1890, Шербур, Манш) — французский морской офицер и пионер авиации. Ему приписывают осуществление первого полёта модели самолёта с двигателем (1857 или 58 год). В начале 70-х годов XIX века Феликс дю Тампль совместно со своим братом Луи построил первый в мире полномасштабный (т. е. предназначенный для подъёма человека) самолёт, который к полёту способен не был, но, по мнению многих историков авиации, кратковременно отделился от земли при разбеге под уклон.

## Военная служба
Феликс дю Тампль, происходивший из древнего норманнского рода, поступил в 1838 году во французскую Военно-морскую академию (Ecole Navale) в Бресте. В 1844 году он начал службу на боевом корабле.
В 1848 году дю Тампль участвовал, в качестве добровольца, в подавлении рабочего восстания («Июньские дни»). Во время Крымской войны отличился при взятии Кинбурна, командуя броненосной плавбатареей Devastation. Во время Австро-итало-французской войны командовал ротой морских пехотинцев, во время Франко-мексиканской войны – батальоном. В 1863 году, после успешной осады Пуэблы Феликс дю Тампль стал кавалером Ордена Почётного легиона и 13 августа 1864 года получил звание капитана 2-го ранга (capitaine de frégate).
По возвращении во Францию Феликс дю Тампль был переведён в Луарскую армию. В правительственных документах за 1870 год он числился бригадным генералом, однако это может быть следствием путаницы – его брат Луи, также капитан 2-го ранга, был произведён в бригадные генералы. 
Будучи сторонником графа де Шамбора в Национальной Ассамблее, дю Тампль был вынужден в 1876 году выйти в отставку.

## Политическая карьера
Феликс дю Тампль с 8 февраля 1871 года по 7 марта 1876 года был членом Национального Собрания, представляя департамент Иль и Вилен, где на выборах его поддержали более 80% проголосовавших. Будучи ярым монархистом и убеждённым католиком, он принадлежал к фракции легитимистов.

## Работы в области авиации

### Проект самолёта (1857)
Наблюдая за полётом птиц, Феликс дю Тампль пришёл к выводу, что отрываться от земли и поддерживать себя в воздухе птице (в особенности, крупной) позволяет набранная ей скорость. В 1857 году он получил патент на «способ передвижения по воздуху путём подражания полёту птиц». Летательный аппарат, описываемый в патенте, представлял собой самолёт-моноплан, приводимый в движение тянущим винтом. Он должен был иметь свободнонесущее крыло обратной стреловидности, напоминающее в плане крыло альбатроса, фюзеляж в форме лодки, вертикальное и горизонтальное хвостовое оперение. В качестве одного из конструкционных материалов предполагалось использовать алюминий. Для взлёта и посадки аппарата проект предусматривал колёсное шасси с амортизацией, которое должно было убираться (складываться) в полёте.

### Испытание в полёте модели самолёта
Приблизительно в течение года после получения патента Феликс дю Тампль провёл испытания модели самолёта весом 0,7 кг (по другим данным 0,5 кг) с пружинным двигателем. Модель, разгоняясь на собственном шасси вверх по наклонной плоскости, поднялась в воздух и, после остановки винта, по словам самого экспериментатора, достаточно плавно опустилась на землю. По мнению многих историков авиации, это был первый в истории успешный полёт модели самолёта.

### Постройка полномасштабного самолёта
В конце 60-х - начале 70-х годов XIX века Феликс дю Тампль (в сотрудничестве со своим братом Луи) предпринял постройку полномасштабного самолёта, предназначенного для полёта человека. Известно, что самолёт был построен и, по крайней мере, проходил наземные испытания. В авиационной историографии распространено мнение, что в 1874 году на этом аппарате была предпринята попытка пилотируемого полёта, во время которой он кратковременно оторвался от земли и покрыл в воздухе расстояние в несколько метров. Исследователи, придерживающиеся такой версии, отмечают, однако, что этот отрыв произошёл только благодаря разбегу самолёта под уклон и не являлся установившимся полётом, к которому самолёт дю Тампля не был способен вследствие дефицита мощности силовой установки. Некоторые российские историки авиации подвергают сомнению сам факт попытки лётных испытаний самолёта дю Тампля (как и сходные сообщения об отрыве от земли самолёта Можайского).